# 檀君
檀君（だんくん、朝鮮語: 단군　タングン）は、13世紀末に書かれた『三国遺事』に初めて登場する、一般に紀元前2333年に即位したとされる伝説上の古朝鮮の王。『三国遺事』によると、天神桓因の子桓雄と熊女との間に生まれたと伝えられる。『三国遺事』の原注によると、檀君とは「檀国の君主」という意味の号であって個人名ではなく、個人名は王倹（おうけん、朝鮮語: 왕검・ワンゴム）という。

## 概要
高麗時代の一然著『三国遺事』（1280年代成立）に『魏書』からの引用と見られるのが、檀君の文献上の初出である。『東国通鑑』（1485年）にも類似の説話が載っている。しかし引用元とされる『魏書』（陳寿の『三国志』や魏収の『北魏書』）などの中国の史書には檀君に該当する記述がまったくない。中国の史書にはまったく登場せず、初めて朝鮮の歴史書に登場するのも13世紀と遅い。通常は神話として扱われ、歴史事実とは看做されておらず、檀君という王が実在した、あるいは檀君が築いたとされる檀君朝鮮が存在したという証拠はほとんどなく、檀君が実在の人物だった可能性はゼロに近い、と研究者は語っている。
なお、偽書とされる『桓檀古記』、『揆園史話』には『三国遺事』とは異なる記述がなされている。

### 檀君の名の由来
檀君王倹という言葉は、もともとは由来の異なる二人の神、檀君と王倹を結び付けたものである。12世紀に成立した高麗の正史『三国史記』や『三国遺事』が書かれたが、この檀は仏教説話に結び付いており、当時仏教の盛んだった妙香山がその信仰の中心地だった。檀は本来インドや東南アジアなど熱帯系の植物で朝鮮には自生しないが、妙香山は今でも香木で覆われた山として有名であった。『三国史記』高句麗本紀第五東川王の条には平壌にかつて住んでいた仙人の名前として王倹という人名が出てくる。ただし『三国史記』には檀君という王がいたことは全く書かれていない。
檀君神話には並行する伝承が存在し、夫余の建国神話、及びツングース系の諸民族に伝わる獣祖神話などがある。

## 三国遺事における檀君

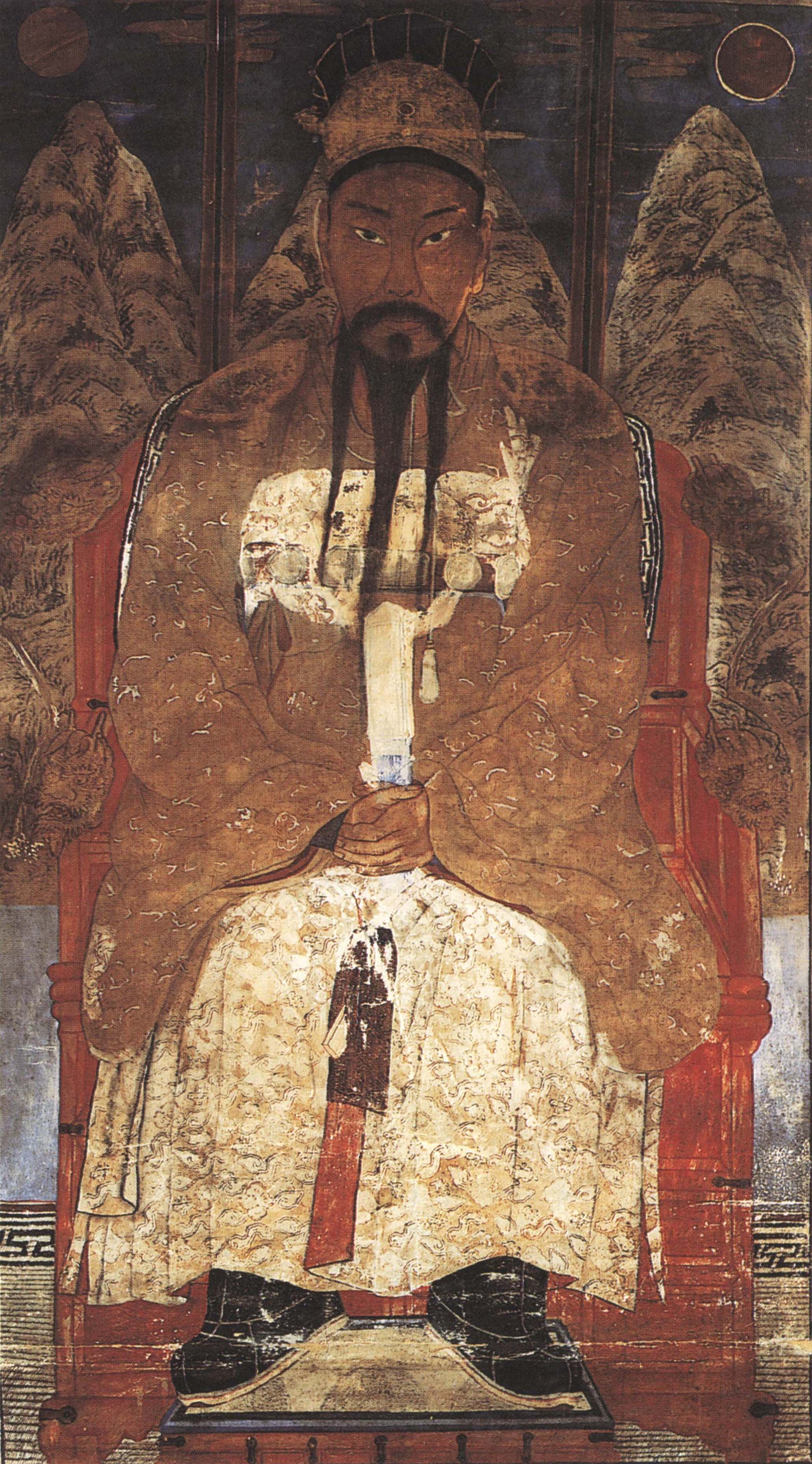
蔡龍臣による近世の肖像画

13世紀頃に成立した『三国遺事』は、『魏書』と『朝鮮古記』から引用したとあるが、現存する『魏書』に檀君に関する記述はない。また『朝鮮古記』は現在伝わっていない。『三国遺事』は、檀君王倹は1500年にわたって朝鮮を支配し、箕子朝鮮に朝鮮を譲ったあと、1908歳の余生を終え、阿斯達の山神になったと伝えている。

### 偽書とされる書における檀君
『桓檀古記』に含まれる「檀君世紀」上編によれば、檀君朝鮮は始祖王倹より古列加まで47代続いた王朝であったという。しかし、同書や同じく『桓檀古記』にある「太白逸史」には清の嘉慶5年（1800年）に命名された地名「長春」が見え、「太白逸史」の引用書「朝代記」に至っては男女平等、父権などの近代になって登場した用語が使用されている。このことから、20世紀に入ってから作られた新しい偽書であることが確実視されている。
檀君襲名説を唱える偽書の中では、『揆園史話』（1675年、北崖子著、近年になって原本が発見された）が最古に属し、他に『檀奇古史』、『神檀実記』、『神檀民史』、『符都誌』がある。

## 檀君紀元
檀君の即位年は、紀元前2333年とすることが現代韓国では一般的になっており、かつてこれを元年とする檀君紀元が1961年まで公式に用いられていた。即位年に関する記述は、文献によって一定しないが、いずれも中国の伝説上の聖人堯の在位中とされている。紀元前2333年説は、『東国通鑑』（1485年）の檀君即位の記述（堯の即位から50年目」）によったものである。『三国遺事』では堯の即位から50年目としつつ、割注で干支が合わず疑わしいとされている。他には、『世宗実録地理志』（1432年）には「唐堯的即位二十五年・戊辰」、つまり堯の即位から25年目とあり、李朝の建国が明の洪武25年であることに合わせてある。